# Más extraño que la ficción
Más extraño que la ficción (título original: Stranger than Fiction) es una película estadounidense de comedia dramática y baja fantasía estrenada el 10 de noviembre de 2006. Fue dirigida por Marc Forster, escrita por Zach Helm y protagonizada por Will Ferrell, Maggie Gyllenhaal, Dustin Hoffman, Queen Latifah, Emma Thompson y Linda Hunt. La trama principal sigue a Harold Crick, un agente del IRS que comienza a escuchar una voz incorpórea que narra su vida a medida que sucede – aparentemente el texto de una novela en la que se afirma que él, el personaje principal, pronto morirá – y busca frenéticamente impedir de alguna manera ese final.
La película se rodó en Chicago y ha sido elogiada por su historia innovadora e inteligente y sus excelentes actuaciones. Ferrell, que saltó a la fama interpretando papeles cómicos atrevidos, llamó especialmente la atención por ofrecer una actuación comedida en su primer papel dramático protagónico. Más extraño que la ficción fue estrenada por Columbia Pictures el 10 de noviembre de 2006. Tras su estreno, la película recibió críticas positivas principalmente por sus temas, humor y actuaciones.

## Argumento
Harold Crick (Will Ferrell) es un auditor del Servicio de Impuestos Internos de Estados Unidos. Se levanta cada mañana gracias a la alarma de su reloj, come solo, cuenta el número de pasos a su trabajo, y cepilla sus dientes exactamente 76 veces (38 verticalmente, 38 horizontalmente). Un día, Harold comienza a oír una voz femenina que describe lo que él hace, como si fuera un personaje dentro de un libro. Harold intenta comunicarse con la voz, pero se da cuenta de que ella no lo puede oír. Cuando cambia la hora de su reloj, la curiosidad por la voz se transforma en ansiedad cuando dice que se está acercando a su muerte inminente.
Harold va a la consulta de una psiquiatra, quien atribuye la voz a una esquizofrenia. Sin embargo, luego de que Harold le dice que no se trata de esquizofrenia, la psiquiatra le recomienda ver a un experto literario para que lo ayude. Harold visita a Jules Hilbert (Dustin Hoffman), profesor universitario de literatura, para que le aconseje sobre cómo cambiar su destino. Hilbert confecciona una lista de posibles autores que podrían estar escribiendo la historia. 
Mientras tanto, Harold se enamora de Ana Pascal (Maggie Gyllenhaal), una joven a la cual hace auditoría, quien trabaja como panadera. Harold sigue el consejo de Hilbert y comienza a vivir de una manera diferente, dejando de lado sus preocupaciones y tratando de seguir sus sueños.
Mientras tratan de descubrir quién narra la historia, Harold ve en la televisión una antigua entrevista a la escritora Karen Eiffel (Emma Thompson). Harold reconoce inmediatamente la voz de la narradora. Cuando le cuenta esto a Hilbert, el profesor le anuncia malas noticias: en todos los libros de esa escritora el protagonista muere.
Harold comienza una búsqueda para poder contactarse con Karen. Cuando se reúne con ella en su apartamento, le dice que es Harold Crick, el protagonista de su libro. Ella le entrega el borrador del libro, cuyo final aún no está mecanografiado. Harold no se atreve a leerlo, y se lo entrega a Hilbert para que lo lea primero. 
Cuando Harold recibe el libro de Hilbert, el profesor le dice que es una obra maestra, y que su muerte es necesaria para la historia. Harold sube a un bus y comienza a leer el libro, cuando termina, visita a la escritora, y le dice que aceptará su muerte, ya que esa era una obra maestra. Harold pasa su última noche con Ana, y despierta para enfrentarse a su destino. 
Karen narra la vida del protagonista: cómo se levanta, se prepara para ir al trabajo y su espera del bus. La narradora explica que cuando Harold cambió la hora de su reloj, estaba tres minutos adelantado, lo que sería la principal causa de su muerte. Mientras espera el autobús, Harold salva a un niño en bicicleta de ser atropellado, recibiendo él a cambio dicho impacto.
Karen decide no matar a Harold, quien irónicamente es salvado por su reloj, ya que este detiene una hemorragia mortal. En el hospital, Harold es visitado por Ana. Karen luego visita a Jules Hilbert, para que le diera su opinión sobre el final. Hilbert responde “está bien, pero no es excelente”. Karen le explica que su asistente le pidió más tiempo a los editores y tendrá que reescribir todo el libro porque no podía dejar morir a un hombre que se enfrentaba a su propia muerte de forma consciente, dejando así el final de la película.

## Reparto
| Actor             | Personaje                   |
| ----------------- | --------------------------- |
| Will Ferrell      | Harold Crick                |
| Maggie Gyllenhaal | Ana Pascal                  |
| Emma Thompson     | Karen Eiffel                |
| Dustin Hoffman    | Profesor Jules Hilbert      |
| Queen Latifah     | Penny Escher                |
| Tony Hale         | Dave                        |
| Tom Hulce         | Dr. Cayly                   |
| Linda Hunt        | Dra. Mittag-Leffler         |
| Kristin Chenoweth | Anfitriona del Book Channel |

## Estreno
La película fue estrenada el 10 de noviembre de 2006 en Estados Unidos, recaudando más de 13 millones de dólares en su primer fin de semana. La película logró recaudar más de 40 millones de dólares en aquel país, y casi 13 millones en el extranjero, logrando un total de $53.653.224 dólares en todo el mundo.

## Recepción
Más extraño que la ficción obtuvo una respuesta positiva por parte de la crítica cinematográfica. La película posee un 72% de comentarios "frescos" en el sitio web especializado Rotten Tomatoes, basado en un total de 170 reseñas, y una puntuación de 67 sobre 100 en el sitio web Metacritic. Roger Ebert, del periódico Chicago Sun-Times, sostuvo que la película "es una meditación sobre la vida, el arte y el romance, y sobre el tipo de responsabilidad que tenemos. No se hacen con frecuencia filmes tan inusualmente inteligentes". Peter Travers, de la revista Rolling Stone, destacó la labor de los actores, especialmente la de Will Ferrell, escribiendo: "Este es un Ferrell que nunca has visto, dando en el clavo con un rol que exige humor precipitado en la carrera final contra el reloj y gravedad conmovedora en las escenas de amor con Gyllenhaal". Antonio Weinrichter, del periódico ABC, se refirió a ella como "una delicia de principio a fin, que confirma que algunas de las propuestas más atrevidas (lo que no equivale a "transgresoras", ni falta que hace) del cine americano reciente no provienen de los márgenes indies sino del corazón de la industria".

## Premios y nominaciones
| Año  | Premio                                    | Categoría                          | Receptor(es)      | Resultado |
| ---- | ----------------------------------------- | ---------------------------------- | ----------------- | --------- |
| 2007 | Premios Globo de Oro                      | Mejor actor - Comedia o musical    | Will Ferrell      | Nominado  |
| 2007 | Premios Saturn                            | Mejor actor                        | Will Ferrell      | Nominado  |
| 2007 | Premios Saturn                            | Mejor actriz                       | Maggie Gyllenhaal | Nominada  |
| 2007 | Premios Saturn                            | Mejor película de fantasía         |                   | Nominada  |
| 2007 | Premios Saturn                            | Mejor actriz de reparto            | Emma Thompson     | Nominada  |
| 2007 | Premios Saturn                            | Mejor guion                        | Zach Helm         | Nominado  |
| 2007 | Broadcast Film Critics Association Awards | Mejor actriz de reparto            | Emma Thompson     | Nominada  |
| 2007 | Broadcast Film Critics Association Awards | Mejor guion                        | Zach Helm         | Nominado  |
| 2007 | London Critics Circle Film Awards         | Mejor actriz británica de reparto  | Emma Thompson     | Nominada  |
| 2007 | Premios WGA                               | Mejor guion original               | Zach Helm         | Nominado  |
| 2006 | Premios NBR                               | Mejor guion original               | Zach Helm         | Ganador   |
| 2006 | Premios Satellite                         | Mejor actor - Musical o Comedia    | Will Ferrell      | Nominado  |
| 2006 | Premios Satellite                         | Mejor película - Comedia o musical |                   | Nominada  |